# Jackie Fox
Jackie Fox (Jacqueline L. Fuchs, 20 de diciembre de 1959) es la ex bajista de la banda de rock & roll conformada por mujeres adolescentes, The Runaways. Es la hermana de Carol Fuchs y cuñada del cofundador de Castle-Rock Entertainment Martin Shafer.

## The Runaways
Fox se unió a The Runaways poco después de haber cumplido 16 años de edad en 1976, haciendo el cambio de guitarra, a bajo. En cuanto a lo académico, Fox se matriculó en la Universidad de California para estudiar matemáticas y entonces surgió la oportunidad de unirse a la banda de rock. Fox fue "descubierta" bailando en la discoteca Starwood de Rodney Bingenheimer, el alcalde autoproclamado de la Sunset Strip, que la presentó a Kim Fowley cuando la banda estaba en la búsqueda de una cantante y bajista para reemplazar a Peggy Foster
Fox tocó con la banda en el segundo álbum de estudio Queens of Noise, Según múltiples fuentes, incluyendo a Cherie Currie (en su libro "Neon Angel"), cuando fue el lanzamiento de The Runaways, y de Fox misma, el bajista Nigel Harrison tocó el bajo en el primer álbum debido a que Kim Fowley no permitió que Fox tocara en el álbum.
Ella también aparece en el álbum Live in Japan y en Flaming Schoolgirls, que contiene Outtakes de las sesiones de grabación de Queens of Noise, y aparece en los álbumes recopilatorios Neon Angels y Best of The Runaways. Ella tocó con la banda en dos giras por Estados Unidos, una en el Reino Unido en la cual tres miembros de la banda fueron arrestados, y en Japón durante esta gira fue grabado un disco en vivo de la banda. Ella dejó la banda poco antes de finalizar esa gira.

## Después de The Runaways
Desde que salió de The Runaways, Fox ha tenido diversos trabajos, entre ellos el de agente de modelos, y más recientemente como abogada de las celebridades del entretenimiento en el cine y televisión, que representa a actores, escritores, directores, autores y productores. Fox recibió su BA, de UCLA en Lingüística y Italiano, con una especialización en informática, y su doctorado de Harvard. Habla italiano y francés, y habla también con fluidez el Griego y Español. Ella ha escrito un guion llamado "Tijeras de Dalila" con Vicki Blue (Victory Tischler-Blue) y apareció en Edgeplay: A Film About The Runaways el documental de Vicki Blue hecho en 2005.

## Por qué no apareció en la película sobre The Runaways
Ella se negó a dar los derechos para aparecer en la película de 2010 The Runaways. En cambio, la bajista de la banda es un personaje ficticio llamado Robin interpretado por Alia Shawkat.